# Antonio Trogrančić
Antonio Toni Trogrančić (* 1. Januar 2000 in Bad Aibling, Deutschland) ist ein kroatischer Fußballspieler.

## Karriere

### Verein
Trogrančić begann seine Karriere beim TSV 1860 Rosenheim. Im Januar 2011 wechselte er nach Österreich in die Jugend des FC Red Bull Salzburg. Zur Saison 2012/13 wurde er dann in den Jugendbereich des Farmteams FC Liefering verlagert. Zur Saison 2013/14 kehrte er nach Deutschland zurück und schloss sich dem FC Bayern München an. Dort durfte er im Frühjahr 2015 bereits als 15-Jähriger mit den Profis trainieren. Der Durchbruch bei den Münchnern blieb ihm aber verwehrt und so wechselte er im Januar 2017 in die Niederlande zu Ajax Amsterdam. Bei der U-17-Mannschaft des Hauptstadtklubs spielte er aber keine Rolle und kam nie zum Einsatz.
Im November 2017 zog er daraufhin weiter und wechselte erstmals nach Kroatien, wo er in die Akademie von Dinamo Zagreb ging. Im Januar 2019 kehrte er wieder nach Deutschland zurück und schloss sich der Reserve des TSV 1860 München an. Für 1860 II kam er in zweieinhalb Jahren zu 18 Einsätzen in der Bayernliga, in denen er dreimal traf. Nach der Saison 2020/21 verließ er die Münchner. Im September 2021 wechselte er dann zum Regionalligisten Wacker Burghausen. In der Saison 2021/22 kam er zu neun Einsätzen in der bayrischen Regionalliga. In der Saison 2022/23 absolvierte er 18 Partien für Burghausen.
Zur Saison 2023/24 wechselte Trogrančić ein zweites Mal nach Österreich, diesmal zum Zweitligisten SV Lafnitz. Dort spielte er in seinem ersten Halbjahr aber primär für die Amateure, für die Profis kam er nur zweimal im ÖFB-Cup zum Einsatz. Im Februar 2024 gab er dann sein Debüt in der 2. Liga, als er am 17. Spieltag jener Saison gegen den SKN St. Pölten in der Startelf stand. Insgesamt kam er zu zwei Zweitligaeinsätzen. Nach der Saison 2023/24 verließ er den Verein wieder.
Nach einem halben Jahr ohne Klub wechselte er im Februar 2025 nach Bosnien und Herzegowina zum Erstligisten FK Željezničar Sarajevo.

### Nationalmannschaft
Trogrančić spielte zwischen 2014 und 2016 siebenmal für kroatische Jugendnationalteams.